# 甲運村
甲運村（こううんむら）は山梨県西山梨郡にあった村。現在の甲府市中部の東端、中央本線石和温泉駅 - 酒折駅間の沿線にあたる。

## 地理
- 山：大蔵経寺山、八人山
- 河川：十郎川、平等川

## 歴史
- 1875年（明治8年）1月 - 山梨郡桜井村・横根村・川田村・和戸村が合併して甲運村となる。
- 1878年（明治11年）7月22日 - 郡区町村編制法の施行により、甲運村が西山梨郡の所属となる。
- 1889年（明治22年）7月1日 - 町村制の施行により、甲運村が単独で自治体を形成。
- 1954年（昭和29年）10月17日 - 甲府市に編入。同日甲運村廃止。

## 名所・旧跡・観光スポット・祭事・催事
- 逍遥院
- 東畑遺跡
- 横根・桜井積石塚古墳

## 交通

### 鉄道路線
村域を日本国有鉄道中央本線が通過していたが、駅は所在しなかった。

### 道路
- 甲州街道（現・国道411号）